# Guillam Dubois
Guillam Dubois, né en 1623 ou 1625 à Haarlem et mort en 1680 dans la même ville, est un peintre du siècle d'or néerlandais.

## Biographie
Guillam Dubois est admis à la guilde de Saint-Luc de Haarlem en 1646. En 1652 et 1653, il effectue un voyage à travers l'Allemagne avec ses confrères Vincent van der Vinne, Dirk Helmbreker, Joost Boelen et Cornelis Bega. 

## Œuvre
Influencé par Abraham Cuyper et Bernard Kemp, Guillam Dubois peint des paysages qui se situent dans la suite de Salomon van Ruysdael. Il est également considéré comme un suiveur de Cornelis Vroom.